# Helina discolor
Helina discolor är en tvåvingeart som först beskrevs av Stein 1911.  Helina discolor ingår i släktet Helina och familjen husflugor. Inga underarter finns listade i Catalogue of Life.